# Ulu Braun
Ulu Braun (* 28. August 1976 in Schongau) ist ein deutscher bildender Künstler und Filmemacher. Seine Videocollagen und Filme bewegen sich an der Grenze zwischen zeitgenössischer Kunst und Autorenfilm und wurden in Museen, Galerien und auf Filmfestivals gezeigt.

## Leben und Werk
Braun wuchs in Denklingen auf und war zwischen 1993 und 1996 als Graffiti-Sprüher in Süddeutschland tätig. Er studierte ab 1996 Malerei, Grafik und Experimentalfilm an der Universität für angewandte Kunst in Wien und zwischen 2000 und 2005 Animationsfilm an der Filmuniversität Babelsberg in Potsdam. Von 2007 bis 2008 war er im Rahmen eines einjährigen DAAD-Stipendiums an der Akademie der bildenden Künste in Helsinki, Finnland. Er lebt in Berlin.
Ulu Braun hat mit seinen Videocollagen innerhalb der Videokunst ein neues Genre etabliert. Dabei verwendet er selbst gedrehtes Material sowie Found Footage, welche in einem komplexen Verfahren zu neuen Szenarien zusammengebaut werden. Er zählt zu den Künstlern, die Malerei in die Videokunst transferiert und das Genre Videocollage maßgeblich definiert und weiter entwickelt haben.
Er montiert Filmsequenzen und Bildmotive aus unterschiedlichen Quellen zu Landschaftspanoramen, deren Thema die  Faszination künstlicher Paradiese ist. Braun aber ... geht nicht so weit, derlei gern von Individualreisenden imaginierte paradiesische Panoramen schlicht gegen das Elend auszuspielen oder eindimensional apokalyptisch zu konterkarieren. Vielmehr sind diese phantastisch virtuellen Welten unserer im Grunde zum Verwechseln ähnlich. Sind sie doch als aus der Flut medialer Bilder collagierte Wirklichkeiten im Kern geradeso wie unsere nichts als eine Konstruktion.
Neben Video- und Filmprojekten arbeitet Braun an Collagen, Objekten, Rauminstallationen und Performances.
In den letzten Jahren wurden seine Arbeiten in der Berlinischen Galerie, im Hirshhorn Museum, Washington D.C., im Kunstmuseum Bonn, im MARTa Herford, in der Kunsthalle Wien, im KW Institute for Contemporary Art in Berlin, sowie im Centre Pompidou in Paris gezeigt.
Seine Filmarbeiten waren auf internationalen Filmfestivals wie den Internationalen Filmfestspielen Berlin, dem International Filmfestival Rotterdam sowie dem Sarajevo Film Festival zu sehen.

## Zusammenarbeit
Ulu Braun ist Mitglied der Künstlergruppen YKON (FI/D) und BitteBitteJaJa (D/AT).
Zusammen mit Roland Rauschmeier hat er im Jahre 2007 die Video-Portrait-Serie Cadavres Exquis Vivants ins Leben gerufen. Diese ist basierend auf der im Surrealismus u. a. von André Breton und Marcel Duchamp entwickelten und benutzten Methode des Cadavre Exquis.
Jeder und jede in diesen Portraits ist irgendwie degradiert, gefangen und kümmerlich, und doch liegt gerade darin eine Chance. ... So können wir sie auch als Angebot lesen, uns selbst zu entwerfen, jenseits der herkömmlichen Denkraster, als Mischwesen, die das „Exzessive“ des Lebens zulassen.
Im Jahre 2014–2016 hat er zusammen mit dem finnischen Künstler Teuri Haarla den Portraitfilm Plantheon realisiert.
Seit dem Jahr 2020 besteht eine Zusammenarbeit mit Maximilian Brauer an diversen Filmprojekten und Performances.

## Ausstellungen
Einzel- und Gruppenausstellungen, Screenings
- 2005  Videonale 10, Kunstmuseum Bonn, Gruppenausstellung
- 2009  Videorama, Kunsthalle Wien, Österreich Gruppenausstellung
- 2009  2nd Athen Biennale, Athen, Griechenland (mit YKON)
- 2010  Videorama, Galeria Zachęta, Warschau, Polen Gruppenausstellung
- 2010  Lands End. Shedhalle, Zürich, Schweiz Gruppenausstellung
- 2010  Rauma Biennale Balticum, Rauma Art Museum, Finnland, Gruppenausstellung
- 2011  Parks, Galerie Olaf Stüber, Berlin
- 2011  40. International Film Festival Rotterdam, Niederlande
- 2011  8. Mercosul Biennial, Porto Alegre, Brasilien (mit YKON)
- 2013  Ulu Braun: 13 Works,[10]Los Angeles, USA
- 2013  63. Berlinale Internationale Filmfestspiele Berlin
- 2013  Ruhe-Störung, Marta Herford Gruppenausstellung
- 2014  Fade into you, Ulu Braun, Kunsthalle Mainz
- 2015  Welcome to the Jungle, KW Institute for Contemporary Art, Berlin Gruppenausstellung
- 2015  65. Berlinale Internationale Filmfestspiele Berlin
- 2015  Meet the artist: Ulu Braun & Olaf Stüber, Hirshhorn Museum and Sculpture Garden, Washington D.C.
- 2015  12x12, Ulu Braun, Berlinische Galerie, Berlin
- 2016  Vidéo-collages, Prospectif Cinéma, Centre Pompidou, Paris
- 2017 Sarajevo Filmfestival, Bosnien und Herzegowina[11]
- 2017 63. Internationale Kurzfilmtage Oberhausen, Deutschland[12]
- 2018 68. Berlinale, Internationale Filmfestspiele Berlin, Deutschland[13]
- 2018 Videoart at midnight Festival, Berlin[14]
- 2018  Beyond future is past, Kunsthalle Münster, Deutschland[15]
- 2019  Who’s Afraid of Freddy Famous?, Performance, Berliner Festspiele[16]
- 2019 Works from the Collection, Jyväskylä Art Museum, Finnland[17]
- 2019 57th Ann Arbor Film Festival, USA[18]
- 2020 Underdox, Goethe-Institut Paris, Frankreich[19]
- 2020  Die Zerschwörung, Krupic Kersting Gallery, Köln, Deutschland[20]
- 2021  71. Berlinale, Internationale Filmfestspiele Berlin, Deutschland[21]

## Auszeichnungen (Auswahl)
- 2011 Stiftung Kunstfonds Bonn, Arbeitsstipendium
- 2011 Kulturhauptstadt Europas, Turku, Live Grand Prix
- 2013 Deutscher Kurzfilmpreis in Gold
- 2014 Berlin Art Prize
- 2017 Stipendiat der Hans und Charlotte Krull Stiftung
- 2017 Bester Film, Deutscher Wettbewerb, Kurzfilmtage Oberhausen[22]
- 2017 Arte Shortfilm Award[23]
- 2018 Nominierung European Film Award[24]
- 2018 Nominierung Preis der deutschen Filmkritik[25]
- 2021 Stipendium, Villa Aurora, Los Angeles[26]